# Vruchtenwijn

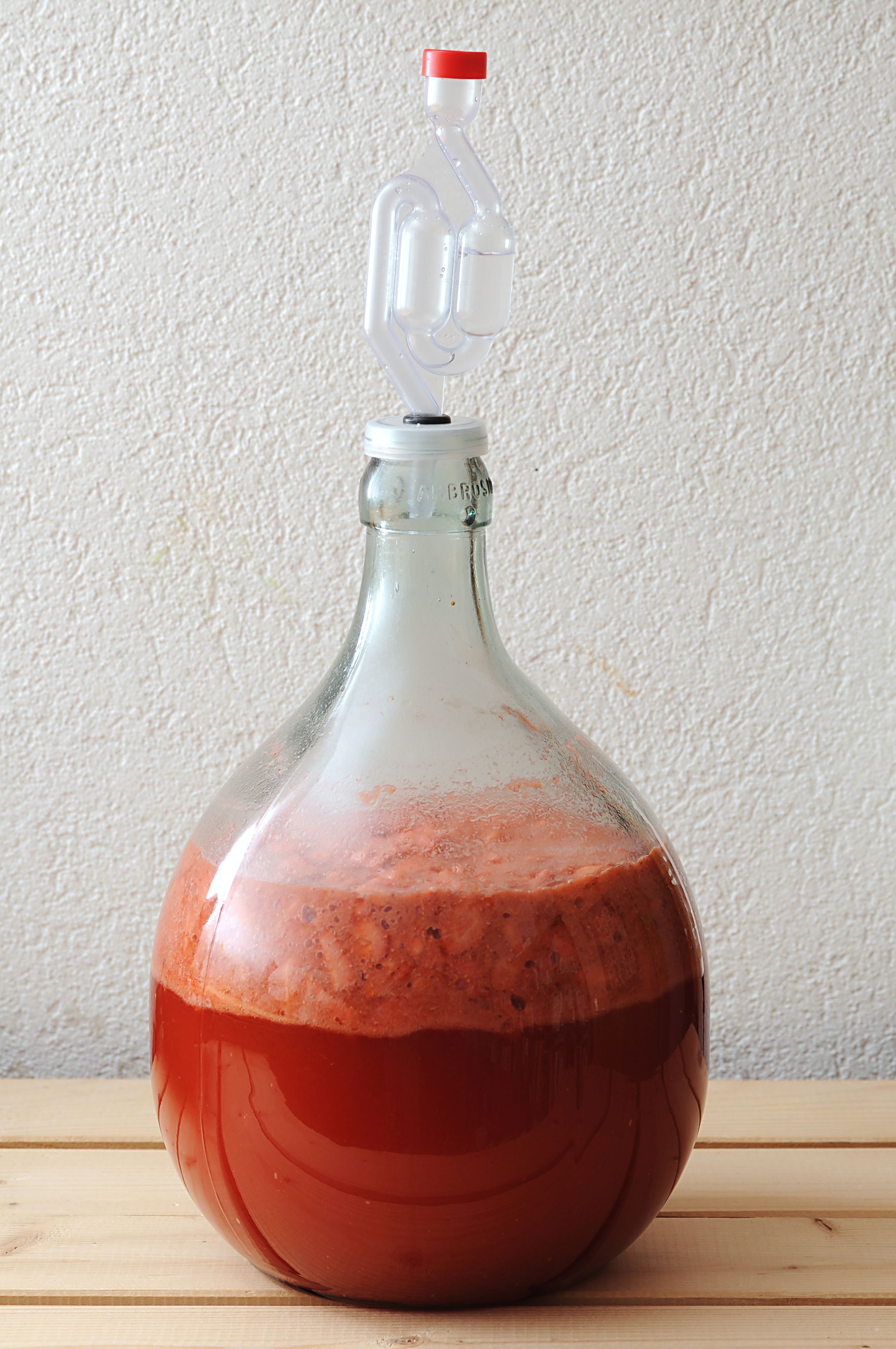
Gistende aardbeienwijn in een kolf met waterslot.

Vruchtenwijn is een alcoholische drank die wordt verkregen door het vergisten van sap van andere vruchten dan druiven, met een alcoholgehalte van ten minste 8,5 volumeprocent. Volgens een Frans decreet uit 1907 moet wijn uit het sap van verse of gedroogde druiven bereid worden. Wanneer men het sap van andere vruchten dan druiven laat vergisten, heet het product vruchtenwijn. Voorbeelden van vruchtenwijn zijn bijvoorbeeld cider, perenwijn of bessenwijn.
Ten noorden van de Loire wordt in Normandië en Bretagne een appelwijn gemaakt die 'cider' wordt genoemd. Perenwijn is een gelijkaardige drank die van peren wordt gemaakt.
De vergistingstijd varieert van enkele dagen tot maximaal drie weken. Dit is afhankelijk van het gewenste alcoholpercentage. Het product dat hieruit komt is dan nog troebel. Om dit helder te krijgen wordt het product in tanks geklaard. De grove deeltjes in het product zullen dan op natuurlijke wijze bezinken. Vervolgens wordt het product gefilterd. Dan is de heldere vruchtenwijn klaar voor het verdere productieproces.
Om de vruchtenwijn te kunnen leveren wordt het product in flessen gedaan (gebotteld). Om oxidatie tegen te gaan wordt de productie gepasteuriseerd en/of steriel gefiltreerd voordat de wijnen gebotteld worden.

## Wetenswaardigheden
- Vruchtenwijn is in Nederland een beschermde productaanduiding krachtens de Warenwet.[1]
- In de roman De avonden uit 1947 beklaagt hoofdpersoon Frits van Echters zich omdat er als oudejaarsavondtraktatie een fles bessen-appelwijn in huis gehaald is.[2]